# 圣古索
圣古索（法語：Saint-Goussaud，法語發音：[sɛ̃ ɡuso]）是法国克勒兹省的一个市镇，属于盖雷区。

## 地理
圣古索（46°2'26"N, 1°34'41"E）面积24.3 平方千米，位于法国新阿基坦大区克勒兹省，该省份为法国中部省份，位于法國中央高原西北部，北起安德尔省和谢尔省，西接维埃纳省，南至科雷兹省，东临多姆山省，东北与阿列省接壤。
与圣古索接壤的市镇（或旧市镇、城区）包括：阿雷讷、沙特吕勒马谢、莱比朗日、雅布雷耶莱博尔德、洛里耶尔。

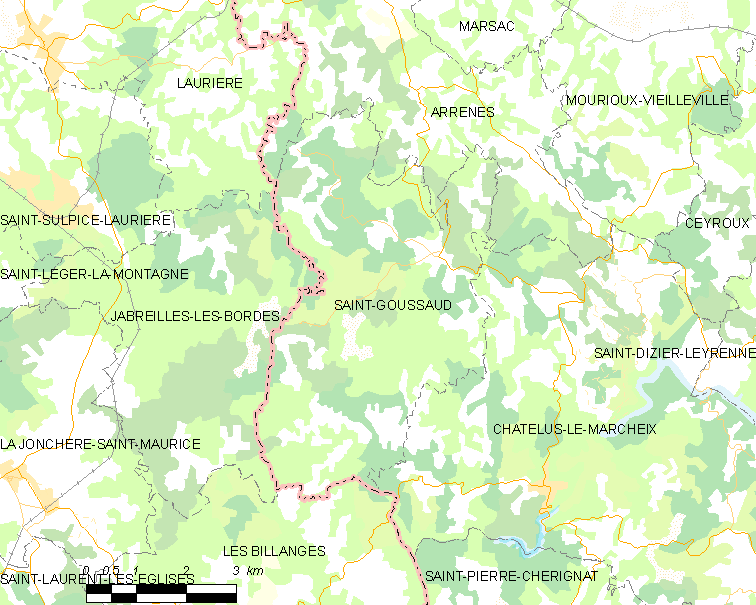
圣古索的OSM定位图

圣古索的时区为UTC+01:00、UTC+02:00（夏令时）。

## 行政
圣古索的邮政编码为23430，INSEE市镇编码为23200。

## 政治
圣古索所属的省级选区为勒格朗堡县。

## 人口

1962-2008年间圣古索人口变化图示

圣古索于2022年1月1日时的人口数量为160人。